# Carex thanikaimoniana
Carex thanikaimoniana är en halvgräsart som beskrevs av Ethirajalu Govindarajalu. Carex thanikaimoniana ingår i släktet starrar, och familjen halvgräs. Inga underarter finns listade i Catalogue of Life.